# Prebiotico
Un prebiotico è un nutriente che viene degradato dalla flora batterica intestinale, per cui costituisce il suo nutrimento. I prebiotici dunque permettono la sopravvivenza lungo il tempo della flora batterica intestinale, che ha numerosi effetti benigni sull'organismo e sulla salute generale (e.g., il genere Bifidobacterium e Lactobacillus producono acido lattico che contribuisce a distruggere alcuni agenti patogeni).
I prebiotici, allo stesso modo dei probiotici, possono essere assunti attraverso la regolare alimentazione o con un integratore alimentare.

## Presentazione
Il concetto di "prebiotico" è stato introdotto nel 1995 da Glenn Gibson e Marcel Roberfroid. Secondo la loro definizione, sono un cibo non digeribile che stimola la crescita e/o attività dei batteri benigni nel colon e intestino tenue; siccome non sono digeribili, sono resistenti al pH acido dello stomaco (e dunque agli enzimi digestivi) e non sono assorbibili dalla parete intestinale. I prebiotici sono dunque il nutrimento e fonte di energia principale del microbiota umano annidato nell'intestino; tipicamente sono delle fibre vegetali, dunque un tipo di carboidrati (i carboidrati sono amidi, zuccheri e fibre come la crusca nei farinacei integrali), per la precisione carboidrati oligosaccaridi. La minoranza, per esempio, è composta dagli amidi resistenti. Quanto i vari batteri degradano i prebiotici, essi come prodotto di scarto producono catene corte di acidi grassi (SCFA) che vengono assorbiti dagli enterociti (le cellule della parete intestinale), per cui finiscono nel sangue. Questi acidi grassi sono estremamente salutari per l'organismo. Tra essi, si contano l'acido lattico, l'acido butirrico e l'acido propionico. Ad esempio, tutti gli acidi grassi a catena corta abbassano il pH del colon. Un altro prodotto di scarto è il peptidoglicano, che stimola il sistema immunitario. I prodotti di scarto benefici derivano dal tipo di prebiotico assunto e da quali batteri è composta la flora batterica, per cui non sono casuali.

### Gruppi di prebiotici
I due gruppi più importanti di prebiotici sono i frutto-oligosaccaridi (FOS) e i galatto-oligosaccaridi (GOS), a cui si aggiungono i trans-galatto-oligossaccaridi (TSO), i fruttani e gli oligosaccaridi derivati dal glucosio (incluso l'amido resistente), gli oligosaccaridi pectici (POS) cioè derivati dalla pectina e infine gli oligosaccaridi non-carboidrati. I galatto-oligosaccaridi in particolare stimolano il genere Bifidobacterium e Lactobacillus già da neonati e, in misura minore, gli Enterobacteria, Bacteroidetes e Firmicutes. I Firmicutes vengono nutriti in particolare dall'amido resistente. Un esempio di oligosaccaride non-carboidrato è l'insieme di flavanoli contenuti nel cacao: non sono ufficialmente classificati come prebiotici, ma i test in vitro e in vivo hanno dimostrato che possono stimolare la flora batterica che produce acido lattico.

### Sintesi artificiale dei prebiotici
I FOS sono presenti in 36.000 piante, ma la concentrazione è scarsa. Pertanto, i FOS utilizzabili come prebiotico vengono sintetizzati artificialmente. I composti utilizzati nel processo di produzione sono tuttavia costosi e pericolosi e la concentrazione finale di FOS resta ancora bassa. Pertanto, i FOS non possono essere prodotti su scala industriale e essere diffusi nel mercato di massa sottoforma di integratore alimentare.
I GOS sono sintetizzabili chimicamente attraverso lo spostamento nucleofilo (Nucleophilic Displacement) e elettrofilo (Electrophilic Displacement) attraverso degli enzimi. Questo processo produttivo è molto costoso, ma permette di produrre grandi quantità di GOS. Altri modi di produrre GOS più economici portano a quantità prodotte più basse.

### Alimenti prebiotici
Siccome le quantità di prebiotici negli alimenti sono scarsi, i prebiotici vengono anche venduti sottoforma di integratore alimentare. Nel mondo industriale, è più semplice produrre e conservare i prebiotici rispetto ai probiotici. La produzione avviene a partire dal lattosio, saccarosio, amidi e dagli alimenti contenenti prebiotici. Questa facilità di produzione e conservazione insieme alla mole di effetti benefici della flora batterica intestinale sulla salute umana ha reso i prebiotici l'oggetto di numerose ricerche scientifiche.
Gli alimenti prebiotici naturali, a partire dai quali si possono creare anche integratori alimentari di prebiotici, in base al contenuto di inulina e oligofruttosio (g/100g in media) sono:
| Nome                        | Inulina | Oligofruttosio |
| --------------------------- | ------- | -------------- |
| Radice di cicoria essiccata | 41,6    | 22,9           |
| Foglie di taràssaco crude   | 13,5    | 10,8           |
| Foglie di tarassaco cotte   | 9,1     | 7,3            |
| Topinambùr                  | 18,0    | 13,5           |
| Aglio fresco                | 12,5    | 5,0            |
| Aglio essiccato             | 28,2    | 11,3           |
| Porro fresco                | 6,5     | 5,2            |
| Cipolla fresca              | 4,3     | 4,3            |
| Cipolla essiccata           | 18,3    | 18,3           |
| Cipolla cotta               | 3,0     | 3,0            |
| Crusca di grano/frumento    | 2,5     | 2,5            |
| Grano cotto al forno        | 2,4     | 2,4            |
| Farina di grano bollita     | 0,4     | 0,4            |
| Orzo non cotto              | 0,8     | 0,8            |
| Orzo cotto                  | 0,2     | 0,2            |
| Segale cotta                | 0,7     | 0,7            |
| Asparago crudo              | 2,5     | 2,5            |
| Asparago cotto              | 1,7     | 1,7            |
| Grano integrale             | 2,5     | 2,5            |
| Carciofo                    | 4,4     | 0,4            |
| Banana fresca               | 0,5     | 0,5            |
| Banana essiccata            | 1,4     | 1,4            |

Tra gli alimenti più ricchi, si contano la radice della cicoria essiccata, l'aglio essiccato e la cipolla essiccata. A questi prebiotici, si aggiungono anche la segale integrale, orzo integrale, soia, fagioli, piselli, pomodori, miele e il latte vaccino. Anche il latte materno contiene prebiotici.
Secondo un'altra ricerca, i prebiotici FOS sono perlopiù presenti nei cereali integrali, in particolare nella crusca di frumento e nelle farina integrale di segale (circa 0,7g/100g). I GOS invece sono perlopiù presenti nei legumi, specialmente nei prodotti a base di soia essiccata (circa 4g/100g). Altri cibi citati nello studio sono i lamponi, castagne, noci, uvetta, latte di soia e yogurt di soia.
Una terza ricerca italiana indica la quantità di prebiotici in 35 alimenti (g/100g):
| Nome                       | FOS         | FOS         | FOS             | GOS         | GOS         |
| Nome                       | Kestose     | Nystose     | 1 F-β-FFnystose | Raffinose   | Stachyose   |
| -------------------------- | ----------- | ----------- | --------------- | ----------- | ----------- |
| Mirtilli                   | 0,0020 max. | 0,0106      | 0,0100 max.     | 0,0100 max. | 0,0100 max. |
| Castagne al vapore         | 0,0152      | 0,0020 max. | 0,0050 max.     | 0,1190      | 0,1100      |
| Uva passa                  | 0,0100 max. | 0,0500 max. | 0,0500 max.     | 0,0545      | 0,0100 max. |
| Lamponi                    | 0,0159      | 0,0020 max. | 0,0050 max.     | 0,0020 max. | 0,0050 max. |
| Noci                       | 0,0020 max. | 0,0020 max. | 0,0020 max.     | 0,870       | 0,0470      |
| Fagioli azuki rossi        | 0,0200 max. | 0,0200 max. | 0,0200 max.     | 0,1240      | 2,7000      |
| Fave secche                | 0,0020 max. | 0,0050 max. | 0,0020 max.     | 0,1710      | 0,5880      |
| Fave fresche               | 0,0100 max. | 0,0100 max. | 0,0100 max.     | 0,0100 max. | 0,0100 max. |
| Farina di piselli          | 0,0100 max. | 0,0100 max. | 0,0020 max.     | 0,4730      | 1,6400      |
| Lupini freschi             | 0,0020 max. | 0,0020 max. | 0,0020 max.     | 0,0020 max. | 0,0020 max. |
| Fagioli mungo verdi        | 0,0020 max. | 0,0020 max. | 0,0020 max.     | 0,3280      | 1,5500      |
| Soia tostata               | 0,0031      | 0,0100 max. | 0,0100 max.     | 0,7010      | 3,0700      |
| Soia essiccata             | 0,0500 max. | 0,0020 max. | 0,0020 max.     | 0,5130      | 2,8100      |
| Farina di soia             | 0,0200 max. | 0,0200 max. | 0,0020 max.     | 0,6770      | 3,2200      |
| Latte di soia              | 0,0020 max. | 0,0020 max. | 0,0020 max.     | 0,0389      | 0,2300      |
| Germogli di soia           | 0,0020 max. | 0,0020 max. | 0,0020 max.     | 0,0050 max. | 0,0020 max. |
| Bistecca di soia           | 0,0100 max. | 0,0100 max. | 0,0100 max.     | 1,1700      | 3,6400      |
| Yogurt di soia             | 0,0020 max. | 0,0100 max. | 0,0020 max.     | 0,0263      | 0,1120      |
| Tempeh                     | 0,0100 max. | 0,0100 max. | 0,0100 max.     | 0,0100 max. | 0,0349      |
| Tofu                       | 0,0100 max. | 0,0100 max. | 0,0020 max.     | 0,0263      | 0,1140      |
| Amaranto (grani)           | 0,0279      | 0,0020 max. | 0,0020 max.     | 0,6880      | 0,2120      |
| Farina di grano saraceno   | 0,0032      | 0,0020 max. | 0,0020 max.     | 0,0023      | 0,0020 max. |
| Bulgur                     | 0,2740      | 0,0197      | 0,0200 max.     | 0,3190      | 0,0200 max. |
| Farina di mais grossolana  | 0,0020 max. | 0,0020 max. | 0,0020 max.     | 0,0060      | 0,0020 max. |
| Miglio sgusciato           | 0,0040      | 0,0020 max. | 0,0020 max.     | 0,0535      | 0,0107      |
| Farina d'avena             | 0,0038      | 0,0050 max. | 0,0020 max.     | 0,1010      | 0,1640      |
| Quinoa in grani            | 0,0050 max. | 0,0100 max. | 0,0100 max.     | 0,0569      | 0,0464      |
| Riso basmati               | 0,0020 max. | 0,0020 max. | 0,0020 max.     | 0,0090      | 0,0020 max. |
| Riso rosso                 | 0,0023      | 0,0020 max. | 0,0020 max.     | 0,0486      | 0,0020 max. |
| Riso Venere                | 0,0020 max. | 0,0020 max. | 0,0020 max.     | 0,0862      | 0,0020 max. |
| Farina di segale integrale | 0,5010      | 0,1650      | 0,1080          | 0,3070      | 0,0100 max. |
| Semolino                   | 0,1950      | 0,0500 max. | 0,0500 max.     | 0,2370      | 0,0500 max. |
| Farro                      | 0,3710      | 0,0194      | 0,0200 max.     | 0,4090      | 0,1000 max. |
| Teff                       | 0,0020 max. | 0,0020 max. | 0,0020 max.     | 0,1410      | 0,0020 max. |
| Crusca di grano/frumento   | 0,7300      | 0,0234      | 0,0200 max.     | 1,2100      | 0,0213      |

Tra gli alimenti più ricchi di prebiotici di vario tipo, si contano dunque la crusca di grano/frumento, la farina di segale integrale, gran parte dei derivati della soia secchi (dunque esclusi il latte di soia e yogurt di soia), la farina di piselli e i fagioli (sia azuki rossi che mungo verdi). La soia contiene fitoestrogeni, che in più nelle donne diminuiscono il rischio di sviluppare il tumore al seno; tuttavia, il legame con gli altri tipi di tumore è incerto. Parte di questi potenziali effetti collaterali deriva dalla somiglianza tra fitoestrogeni e estrogeni naturali umani prodotti all'interno del corpo (cioè per via endogena), nonostante i fitoestrogeni siano più deboli degli estrogeni naturali. La soia geneticamente modificata (e dunque non bio), per esempio per essere resa più resistente ai parassiti, non ha effetti negativi sul microbiota intestinale dei ratti in base all'analisi del loro sangue e feci e non ha mostrato effetti allergici sull'Uomo in base a uno studio su circa 1750 pazienti.

#### Altri prebiotici potenziali e de facto
- Le ricerche relativamente più recenti si concentrano anche sulle alghe (sia macroalghe che microalghe), che in tono scherzoso vengono definite "un oceano di possibilità": le alghe contengono polisaccaridi complessi che resistono all'acidità gastrica e assorbimento intestinale e hanno dato risultati promettenti su test su animali in vivo e test in vitro, ma al 2019 mancavano ancora studi su soggetti umani. Gli effetti sono stati studiati e suddivisi per tipo di alga: alga bruna, rossa e verde. Le alghe sono anche ricche di potenziali proprietà benefiche per il corpo siccome contengono catechine, flavonoidi, florotannini e carotenoidi per la fotosintesi e una piccola dose di acidi grassi Omega-3 vegetali; ad esempio, potrebbero avere effetti antiossidanti, antinfiammatori e potrebbero mitigare il rischio di contrarre il diabete mellito di tipo II. Le alghe fermentate sono un ingrediente del kimchi; uno studio ha mostrato come il consumo di kimchi contenente l'alga Laminaria japonica per 4 settimane ha promosso la crescita e sopravvivenza dei batteri che producono acido lattico nei soggetti umani.[7] Le alghe inoltre contengono beta-glucano (o "β-glucano"), un polimero che funge da prebiotico siccome non viene metabolizzato dalla saliva, succo gastrico e intestino tenue, per cui viene metabolizzato dalla flora batterica nell'intestino crasso. Sia il beta-glucano che l'inulina riducono il rapporto tra Firmicutes e Bacteroidetes (F/B), un importante parametro di misurazione del microbiota intestinale. Il beta-glucano ha effetti simili all'inulina ma, in più, ha il vantaggio di promuovere meglio la crescita del Bifidobacterium longum.[8] Il beta-glucano si trova in abbondanza nei funghi commestibili e lievito alimentare e in alcuni cereali (orzo e avena), ma si trova ancora più in abbondanza nelle alghe. Inoltre, le alghe (incluse le microalghe) sono una materia prima molto sostenibile per produrre e estrarre beta-glucano siccome crescono velocemente e in abbondanza e ne contengono parecchio. Una specie citata esplicitamente che contiene molto betaglucano è l'Euglena, una microalga. Il beta-glucano è anche antinfiammatorio, anticancro, abbassa il colesterolo e ha effetti positivi sulla pelle e diabete.[9] L'Euglena gracilis contiene un beta-glucano molto particolare, il paramilone, che è usato nelle terapie anticancro. Il 70-80% del suo peso secco è composto da paramilone, mentre nel lievito alimentare si ferma al 30-50% e nei cereali al 5-8%.[10]
- Il lievito alimentare si comporta come un prebiotico a causa del suo contenuto di beta-glucano, anche se inferiore a quello di microalghe come l'Euglena gracilis[10]
- I funghi commestibili si comportano come un prebiotico a causa del loro contenuto di beta-glucano,[11] anche se inferiore a quello di microalghe come l'Euglena gracilis.[10] I funghi commestibili contengono molte sostanze benefiche al loro interno, per cui l'effetto positivo sul microbiota si spinge oltre la mera presenza del beta-glucano.[12][13][14][15]
- Anche il kiwi si comporta come un prebiotico siccome contiene fibra e polisaccaridi; l'analisi delle feci di soggetti umani che hanno consumato l'equivalente di 2 kiwi per 4 giorni ha mostrato un aumento del numero di lactobacilli e bifidobatteri entro 24 ore dal consumo. L'effetto era temporaneo siccome il numero è tornato normale dopo la cessazione del consumo di kiwi.[16]
- Anche il cacao si comporta di fatto come un prebiotico[1] a causa dei suoi polifenoli (e.g., i flavonoli), siccome sono scarsamente assorbiti dall'intestino. I polifenoli del cacao promuovono la crescita del Lactobacillus e Bifidobacterium e riducono la crescita di batteri patogeni, come il Clostridium perfringens e lo stafilococco.[17] Il cioccolato che contiene più polifenoli è quello puro e fondente (e.g., 85-99%), a cui si affianca la massa di cacao (100%).
- Anche il tè verde e il tè nero si comportano di fatto come un prebiotico: in base a un esperimento sugli umani, il tè verde bevuto per 10 giorni ha aumentato il numero di batteri del genere Bifidobacterium, per cui le sostanze nel tè verde contribuiscono a nutrire questa specie di batterio benigno.[18] L'effetto prebiotico del tè deriva dal suo contenuto di fenoli, che sono poco biodisponibili nell'intestino tenue e dunque sono usati dal microbiota intestinale come nutrimento.[19]
- Anche la mucillagine che si forma intorno ai semi di chia tenuti in ammollo nell'acqua (sia interi che triturati) si comporta di fatto come prebiotico siccome contiene carboidrati indigesti. La mucillagine si forma anche intorno ai semi di senape, semi di lino e ai semi di fieno greco.[20] La mucillagine infine si forma anche intorno ai semi di basilico, ma come prebiotico, i semi di chia sono più efficaci dei semi di basilico sotto più punti di vista.[21]
- Anche il miele si comporta da prebiotico a causa del suo contenuto di carboidrati non-digeribili nella forma di oligosaccaridi. L'attività prebiotica è stata osservata in vitro, in vivo e nei primi esperimenti-pilota su soggetti umani. In particolare, il miele combatte alcuni batteri nocivi nel microbiota e nutre il genere Lactobacillus e Bifidobacteria. Il miele è anche un digestivo con proprietà antiossidanti, antinfiammatorie e antibatteriche; siccome in particolare contrasta i batteri che provocano la diarrea, ha proprietà anti-diarroiche note fin da secoli. Solo il consumo eccessivo di miele è lassativo, in quanto contiene fruttosio che non è interamente biodisponibile.[22] Il miele più ricco di oligosaccaridi è il miele di melata: mentre il miele di nettare (o "miele di fiori") contiene il 3,1% di oligosaccaridi, il miele di melata ne contiene il 10,1%; inoltre, il miele di melata contiene meno monosaccaridi (fruttosio e glucosio)[23][24][25] e ha effetti antibatterici e antiossidanti maggiori.[26] Inoltre, il miele di melata tende a non raggrumarsi in granuli che poi rischiano di fermentare siccome ha meno monosaccaridi; pertanto, tende a conservare la sua consistenza fluida.[27]
- Anche il melograno si comporta da prebiotico a causa dei polifenoli (e.g., antocianine, ellagitannini e acido ellagico) e fibre che contiene nei semi e nella polpa rossa intorno ai semi (arillo). In particolare, aumenta i livelli di batteri Saccharofermentans, Enterococcus, Prevotella, Bifidobacterium e Lactobacillus in base a osservazioni in vivo inoltre, ha effetti antimicrobici contro l'Escherichia coli e lo Staphylococcus aureus.[28] Uno studio in vitro ha ulteriormente confermato la crescita del Bifidobacterius e Lactobacillus,[29] mentre un altro studio in vitro ha confermato la crescita dell'L. acidophilus.[30] Inoltre, la flora batterica intestinale metabolizza i polifenoli nel melograno in urolitina A,[28] una sostanza con numerosi benefici per l'organismo. Secondo un'ulteriore ricerca svolta in vitro, la somministrazione di buccia essiccata di melograno senza tannini all'interno di uno yogurt con probiotici aggiunti ("bio-stirred") ha mostrato un incremento della sopravvivenza di Lb. acidophilus e Bifidobacterium bifidum dopo 21 giorni.[31]
- Anche la farina di ceci si comporta da prebiotico in base all'osservazione in vitro dei batteri Bifidobacterium bifidum, Bifidobacterium lactis e Lactobacillus acidophilus in uno yogurt. Inoltre, la farina di ceci ha aggiunto proprietà antiossidanti allo yogurt e si è comportato da agente addensante.[32] Un ulteriore studio in vitro ha mostrato effetti prebiotici anche sul Bacillus subtilis e la stimolazione da parte sua di un pigmento antimicrobico, la pulcherrimina. Inoltre, permette ai Bacilli di unirsi in biofilm, cioè di disporsi in gruppo in modo tale da migliorare la possibilità di sopravvivenza in condizioni ambientali difficili.[33] Una disamina molto estesa degli effetti dei prodotti a base di ceci sul microbiota umano è stata svolta da Ajay, Gaur, Shams et al. (2024).[34] La farina di ceci si ottiene tritando i ceci secchi, sciacquati e tostati.
- Alcune comuni spezie culinarie si comportano da prebiotici. In particolare uno studio ha esaminato in vitro l'effetto dell'estratto in acqua calda della polvere di pepe nero, pepe di caienna (un tipo di peperoncino), cannella, zenzero, origano mediterraneo (Origanum vulgare), rosmarino e curcuma. Tutte queste spezie eccetto la curcuma hanno migliorato la crescita del Bifidobacterium e Lactobacillus; tutte le spezie, inclusa la curcuma, hanno inoltre inibito alcune specie di Ruminococcus. La cannella, origano mediterraneo e rosmarino hanno poi contrastato la crescita del Fusobacterium e, insieme alla curcuma, di alcune specie di Clostridium. Tutte queste spezie hanno anche effetti antiossidanti.[35] Un ulteriore studio successivo ha indicato come la curcuma ha migliorato la crescita del Bifidobacterium animalis BB12 e Lactobacillus rhamnosus GG, contraddicendo lo studio precedente; inoltre, ha mostrato come l'estratto di curcuma ha una resistenza maggiore ai succhi gastrici umani riprodotti artificialmente rispetto all'inulina.[36] Un altro studio successivo ha anche mostrato come la curcuma migliori la risposta antinfiammatoria da parte del Lactobacillus rhamnosus GG nei murini affetti da asma allergico.[37] Ulteriori studi hanno confermato gli effetti prebiotici dello zenzero,[38][39] tra cui uno studio su soggetti umani.[40] Infine, un ultimo studio ha confermato l'effetto prebiotico dell'olio essenziale di origano mediterraneo e anche di timo maggiore (Thymus vulgaris) in base alle osservazioni sui ratti.[41]
- Anche lo scalogno ha effetti prebiotici; questi effetti sono stati osservati nelle varietà Allium cornutum, Allium proliferum[42] e Allium hirtifolium Boiss (detto anche "scalogno persiano").[43]
- I peptidi di collagene sono un potenziale prebiotico siccome influenzano la composizione del microbiota intestinale in quanto possono essere usati dai batteri come fonte di azoto o carbonio. I peptidi di collagene hanno anche proprietà antiossidanti, antinfiammatorie e anti-ipertensive. Il microbiota preferisce nutrirsi di peptidi rispetto a proteine non digerite nello stomaco e agli amminoacidi liberi (di contro, i peptidi sono dei gruppi di amminoacidi e delle proteine già parzialmente "spezzate" e digerite).[44] Un altro studio ha osservato in vivo gli effetti prebiotici dei peptidi di collagene fermentati insieme al succo del frutto di giaca; questo composto fermentato nell'intestino dei ratti colpiti da immunosoppressione ha mostrato un aumento degli effetti antiossidanti e di acido lattico, inoltre ha nutrito la flora batterica benigna e diminuito quella nociva.[45]
- Un'altra fonte relativamente più recente di prebiotici proposta dagli studiosi è costituita dagli scarti dei semi, cioè dei prodotti di scarto di un processo di produzione che ha coinvolto dei semi. Gli scarti dei semi ad esempio sono i cereali esausti (e.g., i residui di grano dopo che la birra è stata prodotta), lolla di riso, lolla di mais, lolla di grano, gusci di noce, gusci di cocco e gusci di arachidi. Solitamente, gli scarti vengono fatti biodegradare; la loro biodegradazione inquina il suolo, acqua e aria ed è anche un veicolo per patogeni. Pertanto, usare gli scarti dei semi per ricavare prebiotici è anche un modo sostenibile di trattare gli scarti di produzione. Gli scarti dei semi sono nutrienti siccome contengono fibre vegetali, vitamine e polisaccaridi.[46]
- Anche gli scarti dei chicchi di caffè durante la lavorazione contengono fibre e oligosaccaridi, per cui sono utilizzabili come prebiotici.[47] Lo stesso discorso vale per i fondi di caffè dopo l'estrazione del caffè nelle macchine da caffè e caffettiere: i fondi di caffè contengono infatti mannooligosaccaridi (MOS) oltre a numerose fibre e carboidrati. In base a un'osservazione in vitro, lo stomaco impiega 2 ore a digerire i fondi di caffè.[48]

### Digestione dei prebiotici
Alcuni batteri della flora intestinale riescono a nutrirsi di ogni prebiotico, mentre altri ancora riescono a nutrirsi solo un particolare prebiotico (e viceversa, un particolare prebiotico nutre solo determinate specie di batteri e non altre). Ad esempio, il Bifidobacterium sp. sa nutrirsi di amidi e fruttani; oppure, solo alcune specie di batteri riescono a nutrirsi di inulina. A volte, un batterio che fa fermentare e degradare un prebiotico rilascia prodotti di scarto durante il processo e tali prodotti di scarto diventano nutrimento per altri batteri. Questo fenomeno è detto "nutrizione incrociata" (cross-feeding) e un esempio è dato dal Ruminococcus bromii: questo batterio sa degradare gli amidi resistenti e, durante il processo di fermentazione, rilascia dei prodotti di scarto della fermentazione che sono il nutrimento di altri batteri. Alcuni prodotti di scarto tuttavia hanno effetti antagonisti su altri batteri, per cui i batteri possono influenzarsi l'un l'altro positivamente o negativamente. Gli scarti della fermentazione sono perlopiù acidi e sono proprio questi prodotti a diminuire il pH dell'intestino. Le diminuzioni di pH intestinale porta a sua volta a cambiamenti nella composizione della flora batterica intestinale. Ad esempio, le specie sensibili al pH acido in caso di diminuzione del pH intestinale possono popolare l'intestino. La flora batterica è dunque dinamica ed è infine influenzata dall'assunzione anche ciclica di probiotici (yogurt greco, kefir, kimchi coreano, prodotti a base di soia fermentata, integratori alimentari, ecc.) insieme ad un eventuale prebiotico per aiutare la sopravvivenza dei batteri appena ingeriti.

### Sicurezza e dose giornaliera
I prebiotici sono generalmente sicuri da assumere siccome gli enzimi intestinali non riescono a digerirli tramite idrolisi. Gli effetti collaterali derivano perlopiù dalla fermentazione nel caso in cui l'assunzione sia eccessiva e contano gonfiore alla pancia e dolore, flatulenza e diarrea. Gli effetti collaterali gravi si presentano perlopiù in pazienti con carenze immunitarie (e.g., pazienti affetti da HIV, pazienti oncologici e pazienti che hanno subito un trapianto), in soggetti altamente denutriti o che hanno problemi alla barriera epiteliale dell'intestino, per cui ad esempio soffrono di diarrea acuta o di enterocolite necrotizzante (una malattia tipica dei neonati nati prematuramente).
La dose giornaliera consigliata di prebiotici è pari a 2,5-10 grammi al giorno. La diarrea si presenta se si assumono 40-50g al giorno, mentre con 2,5-10 grammi al massimo si potrebbe avvertire gonfiore alla pancia; pertanto, la dose giornaliera e "terapeutica" in quanto tale è generalmente sicura siccome ha effetti collaterali leggeri. Gran parte degli integratori alimentari di prebiotici hanno porzioni di 1,5-5 grammi, per cui rientrano nella dose giornaliera e limitano gli effetti collaterali.